# Лењиногорск
Лењиногорск (рус. Лениногорск) град је у Русији у републици Татарстан. Према попису становништва из 2010. у граду је живело 64.145 становника.

## Становништво
Према прелиминарним подацима са пописа, у граду је 2010. живело 64.145 становника, 1.447 (2,21%) мање него 2002.
| 1959.  | 1970.  | 1979.  | 1989.  | 2002.  | 2010.  |
| ------ | ------ | ------ | ------ | ------ | ------ |
| 38.565 | 46.603 | 63.631 | 62.093 | 65.592 | 64.127 |